# Conco
|  | Per a altres significats, vegeu «Conco (Itàlia)». |

L'apel·latiu conco o conca és un terme emprat per referir-se a algú que ha assolit o sobrepassat l'edat en què, en la seva societat, es consideraria propi casar-se.
Segons algunes feministes, en certs entorns, el terme s'ha aplicat en forma d'estigma contra les dones en major mesura que sobre els homes, a causa del rol fonamentalment reproductor i familiar que les societats tradicionals han assignat a la dona. Per aquestes feministes i dins de l'entorn prou ampli de parla anglesa l'estereotip de spinster (terme existent únicament en femení) era el d'una persona no realitzada que podria ser motiu de pena o burla.
A Catalunya no sempre és despectiu encara que discrimini una mica (s'està etiquetant aquesta persona pel fet de no haver-se casat). Només cal referirse a la cançó "La tieta" de Joan Manuel Serrat. "Tieta", és moltes vegades sinónim de "conca", però recalcant que el seu ús no sempre és pejoratiu.